# アムンゼニア (小惑星)
アムンゼニア (1065 Amundsenia) は火星横断小惑星である。ソ連の天文学者、セルゲイ・イワノヴィチ・ベリャフスキーが発見した。
南極点に初めて到達したノルウェーの極地探検家ロアール・アムンセンに因んで命名された。